# Allerheiligen im Mürztal
Allerheiligen im Mürztal là một đô thị thuộc huyện Mürzzuschlag bang Steiermark, nước Áo. Đô thị Allerheiligen im Mürztal có diện tích 47,17 km², dân số thời điểm cuối năm 2008 là 1972 người.